# Himopolynema indicum
Himopolynema indicum is een vliesvleugelig insect uit de familie Mymaridae. De wetenschappelijke naam is voor het eerst geldig gepubliceerd in 2003 door Hayat & Basha.